# José Antonio Ríos
José Antonio Ríos Reina (Siviglia, 10 maggio 1990) è un calciatore spagnolo, difensore svincolato.

## Carriera

### Club
Ha giocato nella seconda divisione spagnola e nella massima serie cipriota.

### Nazionale
Nel 2008 ha giocato 3 partite con la nazionale spagnola Under-19.

## Statistiche

### Presenze e reti nei club
Statistiche aggiornate al 13 aprile 2021.
| Stagione                 | Squadra                  | Campionato               | Campionato | Campionato | Coppe nazionali | Coppe nazionali | Coppe nazionali | Coppe continentali | Coppe continentali | Coppe continentali | Altre coppe | Altre coppe | Altre coppe | Totale | Totale |
| Stagione                 | Squadra                  | Comp                     | Pres       | Reti       | Comp            | Pres            | Reti            | Comp               | Pres               | Reti               | Comp        | Pres        | Reti        | Pres   | Reti   |
| ------------------------ | ------------------------ | ------------------------ | ---------- | ---------- | --------------- | --------------- | --------------- | ------------------ | ------------------ | ------------------ | ----------- | ----------- | ----------- | ------ | ------ |
| 2008-2009                | Siviglia Atlético        | SD                       | 19         | 0          | -               | -               | -               | -                  | -                  | -                  | -           | -           | -           | 36     | 2      |
| 2009-2010                | Siviglia Atlético        | SDB                      | ?          | ?          | -               | -               | -               | -                  | -                  | -                  | -           | -           | -           | ?      | ?      |
| 2010-2011                | Siviglia Atlético        | SDB                      | 24         | 2          | -               | -               | -               | -                  | -                  | -                  | -           | -           | -           | 24     | 2      |
| Totale Siviglia Atlético | Totale Siviglia Atlético | Totale Siviglia Atlético | 43+        | 2+         |                 | -               | -               |                    | -                  | -                  |             | -           | -           | 43+    | 2+     |
| 2011-2012                | Real M. Castilla         | SDB                      | 9          | 1          | -               | -               | -               | -                  | -                  | -                  | -           | -           | -           | 9      | 1      |
| 2012-2013                | Real M. Castilla         | SD                       | 2          | 0          | -               | -               | -               | -                  | -                  | -                  | -           | -           | -           | 2      | 0      |
| Totale Real M. Castilla  | Totale Real M. Castilla  | Totale Real M. Castilla  | 11         | 1          |                 | -               | -               |                    | -                  | -                  |             | -           | -           | 11     | 1      |
| 2013-2014                | Mirandés                 | SD                       | 31         | 0          | -               | -               | -               | -                  | -                  | -                  | -           | -           | -           | 31     | 0      |
| 2014-2015                | Llagostera               | SD                       | 31         | 2          | -               | -               | -               | -                  | -                  | -                  | -           | -           | -           | 31     | 2      |
| 2015-2016                | Llagostera               | SD                       | 25         | 0          | CR              | 3               | 1               | -                  | -                  | -                  | -           | -           | -           | 28     | 1      |
| Totale Llagostera        | Totale Llagostera        | Totale Llagostera        | 56         | 2          |                 | 3               | 1               |                    | -                  | -                  |             | -           | -           | 59     | 3      |
| 2016-gen. 2017           | Anorthōsis               | A                        | 11         | 0          | -               | -               | -               | -                  | -                  | -                  | -           | -           | -           | 11     | 0      |
| gen.-mag. 2017           | Ponferradina             | SDB                      | 12         | 1          | CR              | 5               | 1               | -                  | -                  | -                  | -           | -           | -           | 17     | 2      |
| 2017-2018                | Ponferradina             | SDB                      | 33         | 1          | -               | -               | -               | -                  | -                  | -                  | -           | -           | -           | 33     | 1      |
| 2018-2019                | Ponferradina             | SDB                      | 41         | 2          | -               | -               | -               | -                  | -                  | -                  | -           | -           | -           | 41     | 2      |
| 2019-2020                | Ponferradina             | SD                       | 28         | 0          | CR              | 1               | 0               | -                  | -                  | -                  | -           | -           | -           | 29     | 0      |
| 2020-2021                | Ponferradina             | SD                       | 13         | 0          | -               | -               | -               | -                  | -                  | -                  | -           | -           | -           | 13     | 0      |
| Totale Ponferradina      | Totale Ponferradina      | Totale Ponferradina      | 127        | 4          |                 | 6               | 1               |                    | -                  | -                  |             | -           | -           | 133    | 5      |
| Totale carriera          | Totale carriera          | Totale carriera          | 279+       | 9+         |                 | 9               | 2               |                    | -                  | -                  |             | -           | -           | 288+   | 11+    |